# Lech Osiak
Lech Władysław Osiak (ur. 23 czerwca 1954 w Zamościu) – polski związkowiec, działacz opozycji solidarnościowej w PRL.

## Życiorys
Ukończył liceum ogólnokształcące, a następnie studium elektroniczne w Katowicach. Pracował w kopalniach na Górnym Śląsku (Wujek, Anna oraz Manifest Lipcowy). W latach 1980-1985 nauczyciel w technikum górniczym oraz w szkole podstawowej, po 1985 zatrudniony w spółdzielni mieszkaniowej. Należał do ZMS, jak również do ZSMP. W latach 1974-1982 członek PZPR. Od 1980 członek NSZZ „Solidarność”, od 1988 członek i jawny przedstawiciel Solidarności Walczącej. Założyciel i działacz Komitetu Obrony Solidarności w Jastrzębiu-Zdroju. Organizator strajków, drukarz i kolporter wydawnictw podziemnych, prowadził emisje radia Solidarności Walczącej. W latach 1985-1986 represjonowany, pozbawiony wolności i zwolniony z pracy. Od 1985 do 1989 rozpracowywany przez RUSW w Jastrzębiu-Zdroju.
Po 1989 pracował m.in. w Getin Bank oraz w Instytucie Maszyn Matematycznych. Prowadził także działalność gospodarczą. W wyborach samorządowych w 2018 kandydował z ramienia Komitetu Wyborczego Prawo i Sprawiedliwość do rady miejskiej Jastrzębia-Zdroju, jednak nie uzyskał mandatu.

## Odznaczenia i nagrody
- Krzyż Komandorski Orderu Odrodzenia Polski[1]
- Krzyż Wolności i Solidarności[4]
- Krzyż Solidarności Walczącej[5].